# Saloa Tauia
Saloa Tauia MBE († 27. Februar 2003 in Suva, Fidschi) war ein tuvaluischer Politiker und vorheriger Polizeipräsident. Von 2002 bis zu seinem Tod war er Sprecher des tuvaluischen Parlamentes, des Fale i Fono.

## Leben
Tauia trat etwa 1957 in den Polizeidienst der damaligen britischen Kronkolonie Gilbert- und Elliceinseln ein und blieb auch nach der Unabhängigkeit Tuvalus 1978 Polizist. Um 1990 diente er als Police Commissioner des Landes. Zeitweise betätigte er sich  als Registrant Magistrate. Bei den Parlamentswahl in Tuvalu 2002 wurde er mit 310 Stimmen als Zweitplatzierter hinter Samuelu Teo im Wahlkreis der Insel Niutao in das Fale i Fono gewählt. Als Unterstützer der neuen Regierung unter Premierminister Saufatu Sopoanga erhielt er den Posten des Parlamentssprechers. Anderthalb Jahre später, am 27. Februar 2003, verstarb er im Colonial War Memorial Hospital in Suva auf Fidschi. Sein Tod trug wegen der knappen Regierungsmehrheit Sopoangas zu einer Regierungskrise in Tuvalu 2003 bei.

## Auszeichnungen
- 1990: Member des Order of the British Empire (MBE)[6]